# マウロ・ルストリネッリ
マウロ・ルストリネッリ（Mauro Lustrinelli、1976年2月26日 - ）は、スイス・ベッリンツォーナ出身の元同国代表サッカー選手、現サッカー指導者。現役時代のポジションはFW。

## 経歴

### 選手
1994-95シーズンにACベッリンツォーナでプロデビューを果たし、7シーズンの在籍でリーグ戦通算164試合109得点という成績を残した。その後、FCヴィル1900やFCトゥーンを経て、2005-06シーズンの冬の移籍市場でチェコのACスパルタ・プラハに移籍した。同シーズン終了後、2006 FIFAワールドカップに臨むスイス代表に選出されたが、グループリーグ第2戦のトーゴ代表戦とベスト16のウクライナ代表戦にてそれぞれ数分間のみのプレーで大会を終えた。2011-12シーズン終了後、FCトゥーンにて現役を引退した。

### 指導者
現役引退後は、古巣FCトゥーンにてトップチームの監督を2回務め、2018年から3年間はU-21スイス代表の監督を歴任した。
2022年6月16日、スーパーリーグのFCトゥーンに監督として招聘された。

## 人物
スイスの元国際サッカー審判員のマッシモ・ブサッカとは同じ街出身の幼馴染である。

## 代表歴

### 出場大会
- スイス代表
  - 2006 FIFAワールドカップ

### 試合数
- 国際Aマッチ 12試合 0得点（2005年-2008年）[3]

| スイス代表 | 国際Aマッチ | 国際Aマッチ |
| 年         | 出場        | 得点        |
| ---------- | ----------- | ----------- |
| 2005       | 4           | 0           |
| 2006       | 7           | 0           |
| 2007       | 0           | 0           |
| 2008       | 1           | 0           |
| 通算       | 12          | 0           |